# レオニード・グリン
レオニード・グリン（ロシア語: Леонид Гаврилович Грин(レオニード・カブリロヴィチ・グリン); ラテン文字表記例：Leonid Gavrilivich Grin 1947年6月15日 - ）は、旧ソ連出身の指揮者。

## 経歴
1947年、ウクライナ・ソビエト社会主義共和国ドニプロで生まれた。モスクワ音楽院で作曲と指揮法を学び、1977年に首席で卒業。
モスクワ・フィルハーモニー管弦楽団の補助指揮者となって研鑽を積み、レニングラード・フィルハーモニー管弦楽団やモスクワ放送交響楽団に客演。1976年から1981年まで、ロシア科学アカデミー学術センター交響楽団の首席指揮者を務めた。1981年にアメリカ合衆国に行き、レナード・バーンスタインの後援を受けた。1990年から1994年までタンペレ・フィルハーモニー管弦楽団の音楽監督を務めた。